# Бик
Бик је одрасли некастрирани мужјак говеда из рода права говеда. Кастрирани мужјак назива се во.
Бик је агресивнији и има већу мишићну масу од женке. Бикови имају дебље кости, већа стопала, веома мишићав врат, и велику, кошчату главу са заштитним браздама преко очију. Ове карактеристике помажу биковима у борби за доминацију над стадом, дајући победнику супериоран приступ женкама за репродукцију. Длака им је најчешће краћа на телу, а дужа на врату и глави. Бикови су углавном исте висине као и женке краве или мало виши, али су због додатних мишића и костију често много тежи од женке.